# Gaillard de Beaumanoir
 (décembre 2015).
Si vous disposez d'ouvrages ou d'articles de référence ou si vous connaissez des sites web de qualité traitant du thème abordé ici, merci de compléter l'article en donnant les références utiles à sa vérifiabilité et en les liant à la section « Notes et références ».
Jean-Baptiste Gaillard de Beaumanoir (né en 1704 et mort à Paris le 27 octobre 1781), baron d'Ecouin, seigneur de Marigny, Décuyère, etc. est un aristocrate français. 
Fils de Jean Gaillard de La Bouëxière, seigneur de la Bouëxière et de Gagny (1676-1759), il est issu d'une famille originaire de la région de Fougères mais établie en Île de France. Elle portait « D’or au chevron d’azur chargé de cinq besants d’or et accompagné de trois arbres arrachés de sinople ». Il a deux frères, Charles François, qui eut la charge de fermier général et qui fit construire le Pavillon La Bouëxière dans les environs de Paris, et Emmanuel Jacques Gaillard de Gagny, receveur général des finances du Dauphiné (1703 – 1759). Il était seigneur du Boulay d’Achères, magnifique château de Clévilliers (28-Eure et Loir) aujourd'hui disparu.
Il se voua à la carrière militaire et obtint le grade de capitaine de dragons, mais quitta l’armée peu après son mariage (1747) pour acquérir la charge de Trésorier général des Maréchaussées dont il se démit d’ailleurs en 1765 au profit de son beau-frère, Eugène-Claude Préaudeau de Chemilly, écuyer, seigneur de Bourneville à Marolles (Oise) (1738-1797).

## Descendance
Jean-Baptiste Gaillard de Beaumanoir fut marié en 1747 avec Marie-Eugénie Préaudeau, dont il aura trois enfants, 
- Nicolas
- Charlotte Marie (née en 1754), mariée en 1770 à Alexandre de Falcoz de La Blache (1739-1799)[2]
- Catherine-Eugène, mariée en 1778 à l'église paroissiale St-Sulpice à  Jean Hyacinthe Louis Hocquart, deuxième Marquis de Montfermeil, alors capitaine au régiment de Berry cavalerie[3].

Le 1er avril 1784 Marie-Eugénie Préaudeau se remaria à la mort de son premier époux au comte Jean François Philippe Joseph d'Asson, colonel et chambellan au service de S.M. l'Empereur du St Empire romain germanique. Elle mourut 10 octobre 1819 à Paris.

## Distinctions
- chevalier de l'ordre royal et militaire de Saint-Louis